# 안톤 월브룩
아돌프 안톤 빌헬름 월브룩(Adolf Anton Wilhelm Wohlbrück, 1896년 11월 19일 ~ 1967년 8월 9일)은 오스트리아와 영국의 배우이다.

## 영화
- 성 잔 다르크 (1957년)
- 오.. 로잘린다!! (1955년)
- 롤라 몽테스 (1955년)
- 온 트리얼 (1954년)
- 라운더바우트 (1950년)
- 분홍신 (1948년) - 보리스 러몬토브 역
- 직업 군인 캔디씨 이야기 (1943년)
- 북위 49도선 (1941년) - 피터 역
- 가스등 (1940년)
- 60의 영광된 해 (1938년)
- 더 솔져 앤 더 레이디 (1937년) - 미셸 스트로고프 역
- 데 쿠리에 데즈 자한 (1936년) - 미셸 스트로고프 역
- 미셸 스트로고프 (1936년) - 미셸 스트로고프 역
- 집시남작 (1935년)
- 프라하의 학생 (1935년)